# Cerro de los Santos
 (juillet 2023).

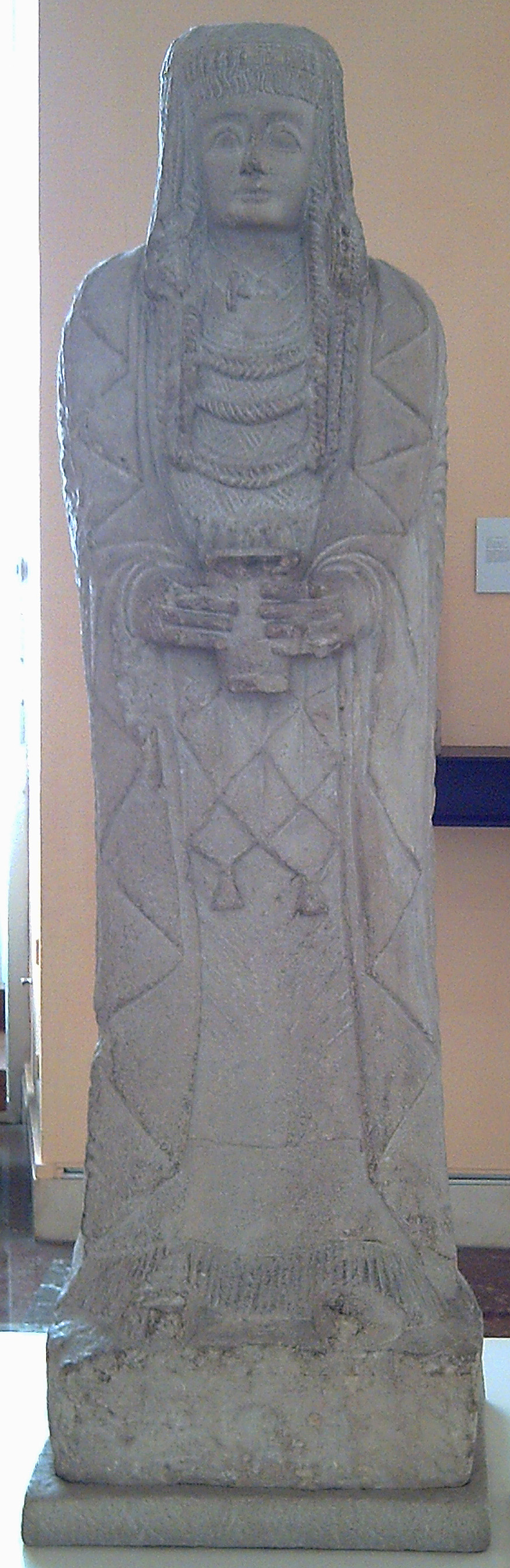
Gran Dama Oferente

Le sanctuaire ibérique de Cerro de los Santos, appartenant à la période ibérique et romaine complète et récente (IVe siècle av. J.-C. - IVe siècle av. J.-C.), est situé dans la municipalité de Montealegre del Castillo (Albacete, Espagne), près de la route de Yecla. Le site est marqué par un obélisque commémoratif érigé en 1929.
Le site correspond à un sanctuaire ibérique qui aurait été situé sur le tracé de la voie héracléenne (route d'Hannibal) dans le territoire de Bastetano, voisin de la Contestanie. Actuellement, les vestiges du temple, dont le plan était reconnaissable à la fin du XIXe siècle, ont complètement disparu, ne laissant que des dessins de certains vestiges (chapiteau ionique, dessin d'Aguado Alarcón). Il ne reste que des vestiges de fouilles récentes, avec quelques restes de murs, et il n'est pas possible d'identifier un type de structure digne d'être mentionné. Des fragments de poterie sont dispersés, surtout dans la partie nord de la colline. Vers le sud, le mont Arabí se distingue.

## Histoire
Dans la commune de Yecla, on trouve des traces du paléolithique, comme des restes humains et des armes en pierre, du néolithique et de l'énéolithique ; des tumulus et des chambres funéraires ont été découverts. Plus tard, lors de la transition entre l'âge du bronze et l'âge du fer, des groupes humains se sont installés dans la région qui constituera plus tard le peuplement ibérique, formant des groupes ou des tribus, les contestani étant ceux qui occupaient les provinces d'Albacete, de Valence, de Murcie et d'Alicante. Les contestani avaient des contacts commerciaux avec d'autres peuples tels que les Phéniciens, les Égyptiens, les Grecs et les Assyriens. Au cours de cette période, un temple ibérique a été construit sur le Cerro de los Santos pour servir de lieu de pèlerinage et de centre spirituel.
Le Cerro de los Santos était situé à proximité d'une ville appelée Ello (plus tard Elo), dont les vestiges se trouvent dans le Llano de la Consolación. Au sommet de la colline, en forme de plaine, se trouvait le temple, qui abritait diverses sculptures. En raison de sa position, il est considéré comme une acropole. La voie héracléenne passait à l'est et la route de Carthago Nova à l'ouest.
Déjà à l'époque romaine, lorsque Constantin Ier le Grand déclara que la religion chrétienne était la religion officielle, le temple connut un déclin jusqu'en 399, lorsque Arcadius ordonna la destruction de tous les temples païens dans les campagnes et les villes. Le temple du Cerro de los Santos fut incendié, laissant comme traces de grandes masses de plomb fondu.

## Découverte et étude

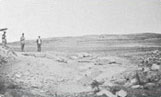
Cerro de los Santos en 1898, par Pierre Paris

Le nom de Cerro de los Santos remonte au XIVe siècle, mais ce n'est qu'au milieu des années 1830 que la zone a été déboisée et que les premières découvertes ont commencé à apparaître. Le premier rapport officiel de découvertes date du 28 juin 1860, avec le rapport de Juan de Dios Aguado y Alarcón. À cette époque, Vicente Juan y Amat réalisa les premières fouilles et vendit les découvertes (après en avoir modifié certaines pour en augmenter la valeur et en avoir directement falsifié d'autres) au Musée archéologique national d'Espagne.
La première campagne archéologique a été menée avec l'accord du propriétaire du terrain, le marquis de Valparaíso. Le temple a été fouillé et la pièce la plus importante qui s'y trouvait a été découverte : la Gran Dama Oferente. Depuis, plusieurs autres fouilles ont été effectuées.
L'étude des matériaux, avec une évaluation plus archéologique des trouvailles, a permis d'établir une chronologie qui commencerait au IVe siècle av. J.-C., avec l'apparition des premières sculptures avec des céramiques ibériques et grecques importées. J.-C., avec l'apparition des premières sculptures en céramique ibérique et grecque importée. Par la suite, un temple à structure latine a été érigé dans ce lieu de culte. Le lieu de culte est resté en usage jusqu'à sa destruction, probablement à la fin de l'époque romaine. Outre la céramique grise et ibérique, d'autres matériaux ont été identifiés, tels que des fusaïoles, des pondera, des fibules, des récipients ajourés, des amphores ibériques et romaines, des céramiques campaniennes, des sigillées, des pièces de monnaie romaines, des agrafes métalliques, ainsi que de nombreuses briques rhomboïdales, provenant vraisemblablement de l'un des derniers pavements du site.
Contrairement à l'abondant matériel obtenu sur le site (notamment environ 400 sculptures), qui constitue l'une des attractions majeures du Musée archéologique national, comme la Dame de l'Offrande ou le Couple de l'Offrande, il ne reste pratiquement rien sur le site et l'emplacement du Sanctuaire ne peut être localisé que grâce à l'obélisque commémoratif érigé en 1929, qui est aujourd'hui le seul élément distinctif de la zone.

### Résultats

#### Sculpture
Parmi le matériel sculptural découvert, les têtes, les figures assises, les "damitas", les offrandes votives, etc., taillées dans le calcaire, le grès et la terre cuite, prédominent. La plupart d'entre elles sont des figures anthropomorphes, de ronde-bosse, qui, comme la Grande Dame Offrante, sont exposées au Musée archéologique national. Dans une moindre mesure, des vestiges épigraphiques et zoomorphes ont également été conservés.

## Articles connexes

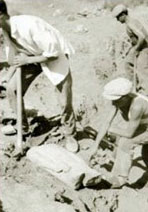
Ouvriers à Cerro de los Santos, lors des fouilles de 1960, en train de retirer une sculpture.